# Guy N’dy Assembé
Guy Roland N'Dy Assembé (Yaoundé, 1986. február 28. –) kameruni válogatott labdarúgókapus, a Nancy játékosa.

## Sikerei, díjai
Guingamp
- Francia kupagyőztes (1): 2013–14